# Cellule de Pékin
La cellule de Pékin est retrouvée dans le liquide synovial et correspond à un  macrophage qui a phagocyté  un neutrophile. Ce type de leucophagocytose se retrouve dans les spondylarthropathies particulièrement dans le syndrome de Fiessinger-Leroy-Reiter.